# Василенко Василь Панасович
Василь Панасович Василе́нко (справжнє прізвище Капранов; нар. 24 березня 1867, Суми — пом. 1930-ті, Харків) — український радянський актор.

## Біографія
Народився 24 березня 1867 року в місті Сумах (тепер Україна). Грати у виставах почав з 1886 року у трупі Петра Мирова-Бедюха. Впродовж 1889–1897 років працював у трупі Миколи Садовського, у 1897—1898 роках — у трупі Георгія Деркача.
Протягом 1900–1904 років разом з Льва Сабініним очолював власну трупу. У 1904 році грав у трупі Онисима Суслова, у 1904—1906 та 1909—1910 роках — у трупі Олексія Суходольського, у 1904—1906 та 1909—1910 роках — у трупі Льва Сабініна. Протягом 1910—1912 років очолював власну трупу, знімався в кіно. У 1916 році грав у трупі Трохима Колесниченка.
З 1917 року працював в аматорських гуртках у харківських клубах. З 1925 року — актор Харківського народного (з 1927 року — Червонозаводського) театру. Помер у Харкові в 1930-х роках.

## Творчість
Зіграв ролі:
у театрі
- Цокуль, Гнат Голий («Наймичка», «Сава Чалий» Івана Карпенка-Карого);
- Карпо, Коваль («Зайдиголова», «Невольник» Марка Кропивницького);
- пан Цуцик («Закоханий пан Цуцик»);
- Котенко, Хома («Талан», «Ой не ходи, Грицю, та й на вечорниці» Михайла Старицького).

у кіно
- Шпонька («Як ковбаса та чарка, то минеться сварка», 1910)[1];
- Хома («Кум-мирошник, або Сатана в бочці», 1911)[1];
- батько Бандури («Остап Бандура», 1924; Одеська кінофабрика ВУФКУ);
- Веселовський («Димовка», 1925);
- офіцер («У кігтях радянської влади», 1926).

Автор п'єси «Горбатий» (1911).